# Donald Ewen Cameron
Donald Ewen Cameron   (Bridge of Allan, 24 de desembre de 1901 - Lake Placid, 8 de setembre de 1967) va ser un psiquiatre escocès. És conegut principalment pels seus experiments mèdics poc ètics i el desenvolupament de tècniques de tortura psicològica i mèdica per a l'Agència Central d'Intel·ligència (CIA). Va exercir com a president de l'Associació Americana de Psiquiatria (1952–1953), l'Associació de Psiquiatria Canadenca (1958–1959), l'Associació Americana de Psicopatologia (1963), la Societat de Psiquiatria Biològica (1965) i la World Psychiatric Association (1961–1966).
Malgrat la seva àmplia reputació professional, ha estat criticat per la seva experimentació amb adults i infants, així com per la seva implicació en abús sexual infantil, per administrar teràpia electroconvulsiva i fàrmacs experimentals, incloent verins com el curare i al·lucinògens com LSD, a pacients i presos sense el seu coneixement o consentiment informat. Part d'aquest treball es va dur a terme en el context del programa MKUltra per al desenvolupament de tècniques de control mental i tortura, psicòtrops i alteracions de conducta. Dècades després de la seva pròpia mort, la tècnica de «conducció psíquica» que va desenvolupar ha continuat utilitzant-se en la tortura de presoners a tot el món.

## Biografia
Donald Ewen Cameron era el fill gran d'un ministre presbiterià. Es va formar a la Universitat de Glasgow i a la Universitat de Londres. Va començar la seva pràctica psiquiàtrica al Glasgow Royal Mental Hospital el 1925 i va continuar la seva formació als Estats Units d'Amèrica amb Adolf Meyer a la Phipps Clinic, i a l'Hospital Johns Hopkins de Baltimore de 1926 a 1928 amb una beca de recerca Henderson.
El 1928 va deixar Baltimore per anar al Burghölzli a l'hospital psiquiàtric de la Universitat de Zúric, a Suïssa, on va estudiar amb Hans W. Maier, el successor d'Eugen Bleuler, que havia influït significativament en el pensament psiquiàtric. Allà va conèixer A.T. Mathers, el principal psiquiatre de la província de Manitoba, que va convèncer Cameron el 1929 de traslladar-se a Brandon, la segona ciutat més gran de Manitoba, al Canadà. Cameron hi va romandre set anys i va ser nomenat metge responsable de la Unitat d'Acollida de l'Hospital Mental Provincial. També va organitzar l'estructura dels serveis de salut mental a la meitat occidental de la província, establint 10 clíniques en funcionament. Més endavant, aquest model es va utilitzar com a model d'esforços similars a Montreal i va ser un precursor dels models de salut comunitària dels anys 1960.
El 1933 Cameron es va casar amb Jean C. Rankine, a qui havia conegut mentre eren estudiants a la Universitat de Glasgow i va ser una antiga capitana de l'equip escocès d'hoquei herba i professora de matemàtiques a la Universitat de Glasgow. Van tenir quatre fills; una filla i tres fills.
El 1936, Cameron es va traslladar a Massachusetts per a convertir-se en director d'investigació de l'Hospital Estatal de Worcester només un any després. El 1936, també va publicar el seu primer llibre, Objective and Experimental Psychiatry, que va introduir la seva creença que la psiquiatria hauria d'abordar l'estudi del comportament humà d'una manera rigorosa i científica arrelada a la biologia. Les seves teories de la conducta subratllaven la unitat de l'organisme amb el medi. El llibre també va descriure el mètode experimental i el disseny d'investigació car Cameron creia fermament en la psiquiatria clínica i en un mètode científic estricte.
El 1938 es va traslladar a Albany i de 1939 a 1943 va ser professor de neurologia i psiquiatria a l'Albany Medical College i a la Russell Sage School of Nursing. Durant aquells anys, va començar a ampliar els seus pensaments sobre les interrelacions de la ment i el cos, desenvolupant una reputació com a psiquiatre que podia salvar la bretxa entre els neuròlegs estructurals i orgànics i els psiquiatres el coneixement dels quals d'anatomia es limitava als mapes de la ment en oposició als mapes del cervell.
Cameron es va centrar principalment en la psiquiatria descriptiva biològica i va aplicar diferents models a la pràctica. Va considerar que els trastorns mentals eren malalties i de naturalesa somàtica, per tant, tota malaltia psicològica seria un producte del cos i el resultat directe de l'estructura biològica d'un pacient més que no pas de l'entorn social. Així, doncs, les característiques es van diagnosticar com a síndromes que emergeixen del cervell. Va ser en aquest moment quan es va interessar per com podia manipular eficaçment el cervell per a controlar i entendre els processos de la memòria causats per l'envelliment, creient que el cervell envellit experimentava psicosi.
El 1943, va ser convidat a la Universitat McGill de Montreal, on es va fundar l'Allan Memorial Institute i es va convertir en el seu primer director i també en el primer director del departament de Psiquiatria de la Universitat McGill. Va reclutar psicoanalistes, psiquiatres socials i biòlegs a tot el món per a desenvolupar-ne el programa de psiquiatria. Des dels seus inicis l'any 1943, l'Allan Memorial Institute es va dirigir sobre una base de «porta oberta», permetent als pacients marxar si ho desitjaven, a diferència de la política de «porta tancada» d'altres hospitals del Canadà a principis dels anys 1940. El 1946 Cameron va introduir la pràctica de l'hospital de dia, el primer d'aquest tipus a Amèrica del Nord, que permetia als pacients romandre a casa mentre rebien tractament a l'institut durant el dia, evitant així hospitalitzacions innecessàries i permetent que els pacients mantinguessin el vincles amb la comunitat i la família.

## Judicis de Nuremberg
El 1945, Cameron va ser convidat als judicis de Nuremberg per a una avaluació psiquiàtrica de Rudolf Hess. El seu diagnòstic va ser amnèsia i histèria, segons un breu comentari al Journal of the American Medical Association. Hess va confessar més tard que havia fingit l'amnèsia.
Abans de la seva arribada a Nuremberg, Cameron havia escrit The Social Reorganization of Germany, on argumentava que la cultura alemanya i els seus ciutadans haurien de ser transformats i reorganitzats. En la seva anàlisi, la cultura alemanya estava formada per persones que tenien necessitat d'estatus, adoraven l'ordre i la reglamentació estrictes, desitjaven un lideratge autoritari i tenien una por profundament arrelada a les altres nacions. El document afirmava que la cultura alemanya i el seu poble es convertirien en una amenaça per a la pau mundial en 30 anys. Per a evitar-ho, Occident hauria de prendre mesures per a reorganitzar la societat alemanya.
A continuació, Cameron va publicar Nuremberg and Its Significance, amb què esperava establir un mètode adequat per a restablir una forma de justícia a Alemanya que impedís que la seva societat recreés les actituds que la van portar des de la Primera fins a la Segona Guerra Mundial. Va tenir la idea que si presentava el món i s'enfrontava als alemanys amb les atrocitats comeses durant la guerra, el món i els alemanys s'abstindrien de repetir actes d'agressió extrema. Cameron va decidir que els alemanys serien més propensos a cometre atrocitats a causa del seu passat històric, biològic, racial i cultural i de la seva particular naturalesa psicològica. Tots els alemanys jutjats serien avaluats segons la probabilitat de cometre el crim. A Life is For Living, publicat el 1948, segons l'anàlisi psiquiàtrica de Cameron sobre el poble alemany, no eren aptes per tenir fills ni ocupar càrrecs d'autoritat a causa d'una tendència genètica a organitzar la societat d'una manera que fomentés una agressió temible i que conduís a la guerra més que a la pau.
Amb els resultats del projecte Manhattan, Cameron temia que sense una reorganització adequada de la societat, les armes nuclears poguessin caure en mans de nous i temibles agressors. Va argumentar que era necessari que els científics del comportament actuessin com a planificadors socials de la societat i que l'Organització de les Nacions Unides podria proporcionar una via per a implementar les seves idees per aplicar elements psiquiàtrics a la governança i la política globals. Cameron va començar a distingir les poblacions entre «els febles» i «els forts». Els que tenien angoixes o inseguretats i que tenien problemes amb l'estat del món eren titllats com «els febles», i en l'anàlisi de Cameron, no podien fer front a la vida i havien de ser aïllats de la societat pels «forts». Així, els malalts mentals van ser etiquetats també com a febles. Cameron va argumentar a més que «els febles» no han d'influir en els infants i va promoure una pràctica on el caos es podia prevenir per mitjà de l'eugenèsia.

## Anàlisi del comportament social
A finals de la dècada del 1940 i principis de la dècada del 1950, Cameron va continuar el seu treball sobre la memòria i la seva relació amb l'envelliment. Va publicar un llibre titulat Remembering i va ampliar els vincles psiquiàtrics amb la biologia humana. En els articles publicats durant aquella època va vincular l'àcid ribonucleic a la memòria i va millorar les seves definicions diagnòstiques d'estats clínics com ara ansietat, depressió i esquizofrènia.
Va començar a desenvolupar la disciplina de la psiquiatria social que es va concentrar en els rols de la interacció interpersonal, la família, la comunitat i la cultura en l'aparició i millora de la pertorbació emocional. Cameron va col·locar la unitat de tractament psiquiàtric dins de l'hospital i va inspeccionar el seu èxit. A l'hospital va poder observar com el pacient psiquiàtric s'assemblava a pacients amb altres malalties que no eren de naturalesa psiquiàtrica. D'aquesta manera, es podrien comparar causes somàtiques. El comportament d'un pacient mental podria assemblar-se al comportament d'un pacient amb, per exemple, sífilis, i llavors es podria deduir una causa somàtica per a una malaltia psicològica. Cameron va titular aquest procediment «intrapsíquic» (un terme derivat de la relació psicosomàtica dels pacients hospitalaris).
Cameron va començar a abandonar el subconscient freudià a favor d'una visió constructivista social de la malaltia mental. En la seva anàlisi, la cultura i la societat van tenir un paper crucial en la capacitat per funcionar segons les demandes necessàries per a la supervivència humana. Per tant, la societat hauria de seleccionar els febles i no desitjats i la psiquiatria tindria un paper disciplinari. Va començar a explorar com les condicions industrials podien satisfer la població mitjançant el treball i quin tipus de persona o treballador s'adaptava millor a les condicions industrials. Una personalitat més forta seria capaç de mantenir-se en situacions industrials pesades, va teoritzar, mentre que la més feble no seria capaç de fer front a les condicions industrials. Va analitzar quines condicions produïen el treballador més fort, quines serien les condicions necessàries per replicar aquesta personalitat i recompensar el més fort alhora que disciplinava el més feble. En el seu article de 1946 titulat «Frontiers of Social Psychiatry», va utilitzar el cas de l'Alemanya de la Segona Guerra Mundial com a exemple on la societat va enverinar la ment dels ciutadans creant una ansietat o neurosi general.

## La malaltia mental com a contagi social
Tot i que Cameron va rebutjar la noció freudiana del subconscient, compartia la idea freudiana que la psicologia personal està lligada a la naturalesa nerviosa. Va teoritzar que les actituds i creences haurien de reforçar les actituds generals de la societat desitjada. Com Sigmund Freud, Cameron va sostenir que la família era el nucli del comportament social i que els traumes de la vida es generen durant la infància. Cameron volia construir una institució psiquiàtrica inventiva per determinar vies ràpides per al control de la societat alhora que exigia una economia psicològica que no se centrés en els complexos de culpabilitat. El seu enfocament en els infants incloïa el dret a la protecció contra tàctiques doctrinàries obsoletes i la necessitat d'implantar tabús i inhibicions dels seus pares. Va escriure que la malaltia mental es transmetia generacionalment; així, la reaparició de la malaltia mental es podria aturar remodelant i ampliant els conceptes existents d'idoneïtat matrimonial, així com la quarantena de malalts mentals de la població general. L'única cura per a la malaltia mental, va teoritzar, era eliminar del tot els seus «portadors» de la societat. Tot i que la societat havia establert sancions contra la propagació de malalties infeccioses, Cameron volia estendre el concepte d'infecció a l'ansietat crònica. Va argumentar que les persones amb malalties mentals podrien propagar-se i transmetre les seves malalties. Va advertir que les institucions governamentals haurien de prendre mesures contra aquests possibles passius.
Cameron creia que una societat en la qual la psiquiatria construïa i desenvolupés les institucions del govern, les escoles, les presons i els hospitals seria aquella en què la ciència triomfés sobre els membres «malalts» de la societat. Va exigir que es vigilessin els sistemes polítics i que calia controlar el poble alemany a causa del seu «tipus de personalitat», que, segons va dir, dona lloc a les condicions que donen lloc al poder dictatorial d'un senyor autoritari.
Cameron creia que la malaltia mental era literalment contagiosa: si un entrava en contacte amb algú amb una malaltia mental, començaria a produir els símptomes d'una malaltia mental. Per exemple, alguna cosa com la música rock podria ser creada per malalts mentals i produiria malalts mentals a través d'una infecció, que al seu torn es transmetria als gens. Així, aquest grup hauria de ser estudiat i controlat com una malaltia social contagiosa. La policia, els hospitals, el govern i les escoles haurien d'utilitzar l'autoritat psiquiàtrica correcta per aturar la propagació dels contagis mentals. També esperava generar famílies capaces d'utilitzar l'autoritat i les tècniques per a prendre mesures contra les malalties mentals, que més tard es veurien en els experiments MKUltra i MKDelta de Cameron.

## MKUltra 68
Durant les dècades de 1950 i 1960, el treball de Cameron va atreure l'interès del programa de manipulació mental MKUltra de l'Agència Central d'Intel·ligència (CIA), que va començar a finançar el seu treball sota el subprojecte MKUltra 68. Això no obstant, no està relacionat amb un altre psiquiatre de la CIA, Alan S. Cameron, que va ajudar a crear perfils psicològics dels líders mundials durant la dècada del 1970 i no va estar associat amb el programa d'investigació de modificació del comportament.
Cameron pretenia curar l'esquizofrènia «esborrant» els records existents i «reprogramant» la psique. Va viatjar de Lake Placid a Montreal cada setmana per a treballar a l'Allan Memorial Institute de la Universitat McGill i va rebre un sou de 69.000 dòlars entre 1957 i 1964 per dur-hi a terme experiments MKUltra, coneguts com els experiments de Montreal. A més de LSD, va experimentar amb diversos fàrmacs paralítics com el curare i la teràpia electroconvulsiva entre trenta i quaranta vegades la potència normal. Els seus experiments de «conducció psíquica» van consistir a posar un subjecte en coma induït per drogues durant setmanes a la vegada (fins a tres mesos en un cas) mentre reproduïa música repetitiva o missatges senzills. Aquests experiments es realitzaven normalment en pacients que havien ingressat a la institució per problemes menors com ara trastorns d'ansietat o depressió postpart. El seu treball va ser inspirat i paral·lel al psiquiatre William Sargant, que també estava implicat amb els serveis d'intel·ligència i va experimentar àmpliament amb els seus pacients sense el seu consentiment, causant danys similars a llarg termini. Diversos dels infants amb els quals Cameron va experimentar van ser abusats sexualment, i almenys en un cas per diversos homes. Un dels infants va ser filmat nombroses vegades realitzant actes sexuals amb alts funcionaris del govern federal, en un esquema creat per Cameron i altres investigadors de MKUltra per a fer xantatge als funcionaris i assegurar un finançament addicional per als experiments.
El 1980, el programa The Fifth Estate va entrevistar dos antics pacients de Cameron que estaven entre diversos dels seus expacients que en aquell moment demandaven a la CIA pels efectes a llarg termini del seu tractament. En el seu llibre, In the Sleep Room: The Story of the CIA Brainwashing Experiments in Canada, Anne Collins va explorar la història de Cameron i l'Allan Memorial Institute de Montreal. La investigació es va convertir en una minisèrie dirigida per Anne Wheeler el 1998, titulada The Sleep Room, que també dramatitza la demanda dels expacients de Cameron contra la CIA.
Naomi Klein afirma al seu llibre La doctrina del xoc que la investigació de Cameron i la seva contribució a MKUltra no eren sobre el control mental i el rentat de cervell, sinó «per dissenyar un sistema de base científica per extreure informació de "fonts resistents". En altres paraules, tortura». Cameron és també el tema de la pel·lícula de Stephen Bennett Eminent monsters (2020), que va ser finançada per BBC Scotland i Creative Scotland. Cameron va morir d'un atac de cor mentre feia senderisme amb el seu fill a les muntanyes Adirondack el 8 de setembre de 1967.